# 東北之家酸菜白肉鍋
東北之家酸菜白肉鍋（英語：Northeast Sour Cabbage Hot Pot）是台灣的一家連鎖火鍋品牌。目前在台灣共計4家分店，分別爲青島店（位於臺北市中正區青島東路5號）、林口店（位於桃園市龜山區興華二街15號）、桃園店（位於桃園市桃園區復興路192號）、春日店（位於桃園市桃園區春日路636號），另外设有副品牌侯黑鍋物。

## 外部連結
- 東北之家酸菜白肉鍋的Facebook專頁
- 東北之家酸菜白肉鍋的Instagram帳戶